# John Trumbull (Dichter)

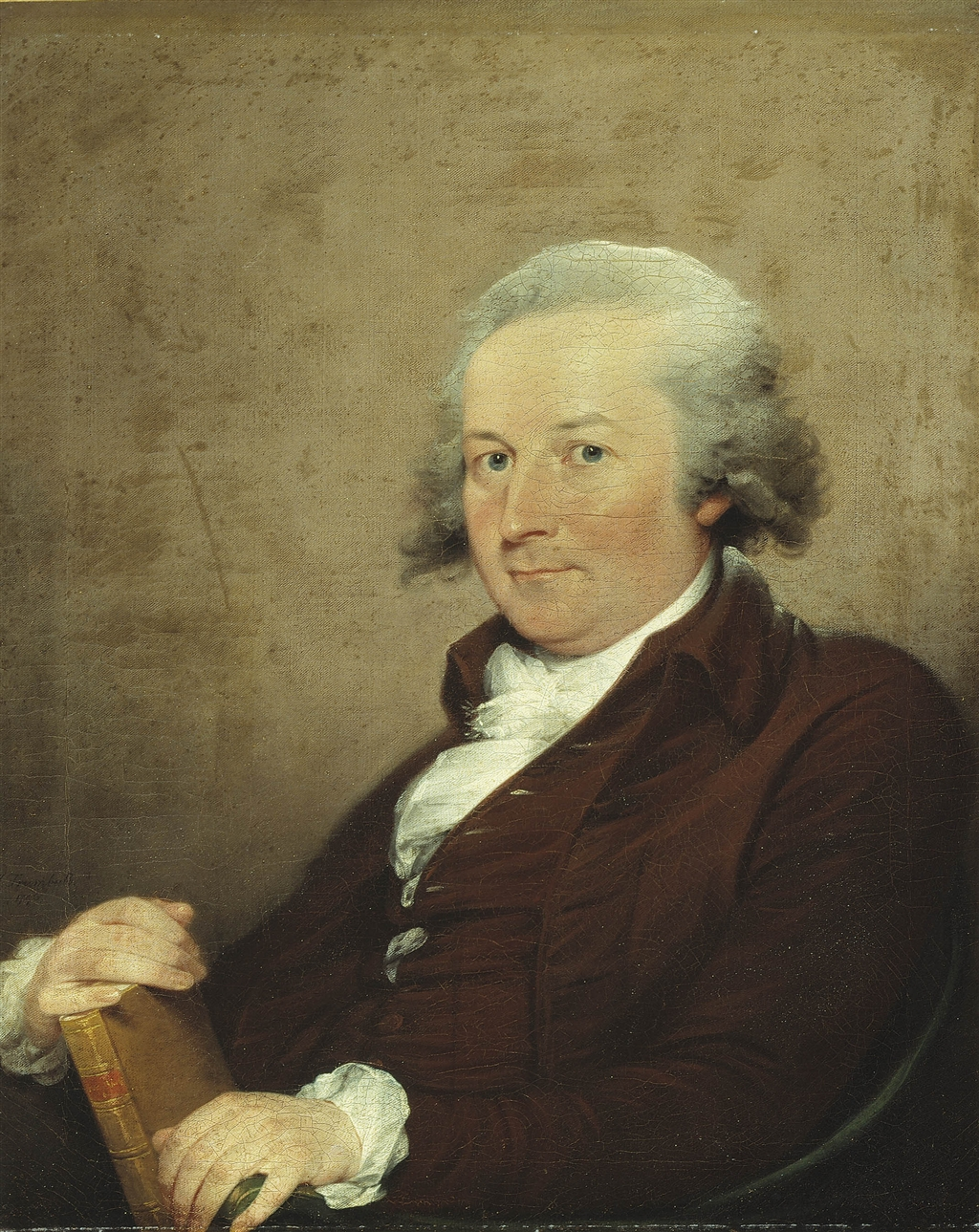
John Trumbull, gemalt von seinem Cousin, dem Maler John Trumbull

John Trumbull (* 24. April 1750 in Watertown, Colony of Connecticut, damals britische Kolonie, heute USA; † 11. Mai 1831 in Detroit, Michigan, USA) war ein amerikanischer Dichter zur Zeit des Amerikanischen Unabhängigkeitskrieges.

## Leben
Bereits mit sieben Jahren bestand er die Aufnahmeprüfung in Yale University, wechselte aber erst mit 13 dorthin, wo er Jura studierte und 1767 abschloss. In den Jahren 1773 und 1774 arbeitete er in der Rechtsanwaltskammer von Detroit, anschließend im Rechtsanwaltbüro von John Adams in New Haven (Connecticut).
Noch während seines Studiums in Yale hatte er zehn Erzählungen geschrieben, die er The Meddler nannte. Es folgte unter dem Namen The Correspondent weitere Essays und ab 1772 auch satirische Verse, die allesamt in Tageszeitungen veröffentlicht wurden. Seine Gedichte wurden zur Zeit des Amerikanischen Unabhängigkeitskriegs politischer. Seine konsequente Haltung als Föderalist wird mit seinen Werken überdeutlich. Trumbull gehörte zum Dichterkreis Connecticut Wits.
1791 wurde er in die American Academy of Arts and Sciences gewählt.

## Werke
- The Progress of Dulness
- M’Fingal

## Ehrungen
Nach ihm wurde die Trumbull-Avenue in Detroit benannt.